# SloMo
A SloMo (magyarul: LassítottFelvétel) Chanel spanyol énekesnő dala, mellyel Spanyolországot képviselte a 2022-es Eurovíziós Dalfesztiválon Torinóban. A dal 2022. január 29-én, a spanyol nemzeti döntőben, a Benidorm Festen megszerzett győzelemmel érdemelte ki a dalversenyen való indulás jogát.

## Eurovíziós Dalfesztivál
2021. december 10-én vált hivatalossá, hogy az énekesnő alábbi dala is bekerült a Benidorm Fest elnevezésű nemzeti döntő mezőnyébe. A dalt először január 26-án, a fesztivál első elődöntőjében adták elő. Az elődöntőben 110 ponttal első helyezettként jutott tovább a január 29-i döntőbe, ahol az énekesnő alábbi dalát választotta ki a szakmai zsűri és a nézők, amellyel képviseli hazáját az elkövetkezendő Eurovíziós Dalfesztiválon.
A dalfesztivál előtt a portugál nemzeti döntőben, Barcelonában, Londonban, Amszterdamban és Madridban eurovíziós rendezvényeken népszerűsítette versenydalát.
Mivel Spanyolország tagja az automatikusan döntős „Öt Nagy” országának, ezért a dal az Eurovíziós Dalfesztiválon először a május 14-én rendezett döntőben versenyzett, de előtte a második elődöntő zsűris főpróbáján adták elő. Fellépési sorrendben tizedikként léptek fel, az Olaszországot képviselő Mahmood és Blanco Brividi című dala után és a Hollandiát képviselő S10 De diepte című dala előtt. A szavazás során a zsűri szavazáson összesítésben harmadik helyen végeztek 228 ponttal (Ausztráliától, Észak-Macedóniától, Írországtól, Máltától, Örményországtól, Portugáliától, San Marinotól és Svédországtól maximális pontot kaptak), míg a nézői szavazáson szintén harmadik helyen végeztek 231 ponttal (Görögországtól maximális pontot kaptak), így összesítésben 459 ponttal a verseny harmadik helyezettjei lettek.
A következő spanyol induló Blanca Paloma Eaea című dala volt a 2023-as Eurovíziós Dalfesztiválon.